# Sarcozygium kaschgaricum
Sarcozygium Bunge  es un género monotípico de plantas fanerógamas de la familia Zygophyllaceae, su única especie, Sarcozygium kaschgaricum, es originaria de China.

## Taxonomía
Sarcozygium kaschgaricum fue descrita por (Boriss.) Y.X.Liou y publicado en Flora Reipublicae Popularis Sinicae 43(1): 142, pl. 41, f. 1–2. 1998.